# Jiří Trnka
Jiří Trnka (24 de Fevereiro de 1912, Plzeň - 30 de Dezembro de 1969, Praga), foi um criador checo de marionetas, ilustrador, animador em motion-picture e realizador, mais conhecido pelas suas obras em motion-picture.

## Biografia
Jiří Trnka formou-se na Escola Superior de Artes Aplicadas de Praga, em 1936 idealizou um teatro de marionetes, criado no inicio da Segunda Guerra Mundial e em vez do teatro, desenhou cenários e ilustrou livros para crianças ao longo da guerra.
Depois da guerra, ele criou um departamento de animação nos estúdios de filmagem Prague. Trnka foi conhecido mundialmente por ser o melhor animador de marionetes no método checo e ganhou vários prémios em festivais de cinema. Um animador chamou-se "O Walt Disney do Leste".
Em 1946, no Festival de Cannes ganhou um prémio, um ano depois passou a trabalhar em cinema. Os seus filmes foram realizados para um público adulto. No inicio de 1948, o governo comunista Checo começou a subsidiar o seu trabalho, apesar disso o seu estilo e mensagem permaneceram inalteráveis, para além de filmes, ele também animou cartoons, escreveu guiões para maior parte dos seus filmes. Em 1949 ganhou o prémio Hans Christian Andersen, o mais alto prémio em literatura de crianças. Ele morreu em 1969 de problemas cardiacos.

## Filmes mais conhecidos
- O Ano Checo - 1947;
- Canção da Pradaria - 1949;
- O Rouxinol do Imperador - 1949;
- As Velhas Lendas Checas - 1953;
- Sonhos de uma Noite de Verão - 1959;
- A Avó Cibernética - 1962;
- O Arcanjo Gabriel e a Mãe Gansa - 1964;
- A Mão - 1965.